# Khàlaf ibn as-Samh
Khàlaf ibn as-Samh fou imam ibadita de la Tripolitana. Era net de l'imam Abu-l-Khattab al-Maafirí. El seu pare as-Samh ibn Abd al-Ala fou visir de l'imam rustàmida Abd-al-Wahhab ibn Abd-ar-Rahman fins vers el 811 i després governador de Tripolitana amb seu a Timiya o Timti a l'est del Djabal Nafusa, fins a la seva mort en data desconeguda però anterior al 823; els caps locals i tribals de la Tripolitana van decidir llavors nomenar com a cap del país (governador) al seu fill Khalaf. Abd al-Wahhab no va confirmar el nomenament i Khalaf va persistir en exercir el càrrec i es va produir una escissió de fet, en què quasi tota Tripolitana va seguir a Khalaf excepte el centre i occident del Djabal Nafusa on el governador Abu l-Hsan Ayyub i després el seu successor Abu Ubayda Abd al-Hamid al-Djanawuni van restar fidels als imams rustàmides. La seva escissió fou coneguda com a Khalafiyya.
Khalaf es va fer elegir imam a Timiya i va fer la guerra a Abu Ubayda Abd al-Hamid al-Djanawuni fins que fou derrotat per aquest el 835/836; llavors l'imamat fundat per Khalaf es va començar a enfonsar: el nord-est de Tripolitana (a l'est de Trípoli) se'n va separar i va formar un regne amazic dirigit per Ibn Saghir al-Barbari al-Masmudi; la Djefara va passar a mans dels nafusa del Djabal Nafusa.
Va morir en data desconeguda vers la meitat del segle i el va succeir el seu fill, esmentat sempre com a Ibn Khàlaf.